# Shine (singel Ricky’ego Martina)
„Shine” to piosenka latin-popowa stworzona na dziewiąty album studyjny portorykańskiego piosenkarza Ricky’ego Martina pt. Música + Alma + Sexo (2011). Wyprodukowany przez Desmonda Childa, utwór wydany został jako drugi, promocyjny singel z krążka dnia 21 grudnia 2010 roku.

## Informacje o utworze
„Shine” to utwór latin-popowy, utrzymany w stylistyce muzyki tanecznej. Jego autorami są Ricky Martin, Claudia Brant, Desmond Child (także producent) i Keyes; wszyscy poza ostatnim ze współtwórców pracowali nad poprzednim singlem z albumu Música + Alma + Sexo − „The Best Thing About Me Is You”. Hiszpańskojęzyczna wersja utworu nosi tytuł „Te vas”.
„Shine” posłużył za singel tylko w Stanach Zjednoczonych, gdzie jego premiera w sprzedaży cyfrowej przypadła na 21 grudnia 2010 roku. Piosenka nie była notowana na żadnej liście przebojów.

## Promocja
23 grudnia 2010 roku Martin wykonał piosenkę podczas dwunastej edycji corocznego programu CBS A Home for the Holidays.

## Lista utworów singla
Ogólnoświatowy digital download
1. „Shine” − 4:46